# Teàgenes de Tassos
Teàgenes de Tasos (grec antic: Θεαγένης, llatí: Theagenes), fill de Timòstenes, va ser un esportista grec nadiu de Tasos. Era famós per la seva força extraordinària i la seva rapidesa.
A nou anys ja va portar una pesada estàtua d'un déu, de l'àgora a casa seva. De més gran va destacar en tota mena d'esports atlètics, i va guanyar diverses victòries als jocs olímpics, pítics, nemeus i ístmics. La tradició diu que va guanyar 1300 corones i fins i tot es deia que era fill d'Hèracles.
Se sap per Pausànias que va guanyar una victòria a l'olimpíada 75 (480 aC). Pausànias també diu haver vist diverses estàtues de Teàgenes, especialment a Grècia, però fins i tot en terres de bàrbars. Pausànias parla també d'una curiosa història sobre Teàgenes. Diu que un home estava enemistat amb ell, el va esperar una nit amagat darrere una de les estàtues que el representaven, i quan va passar la va tirar al seu damunt i el va matar. Va llençar l'estàtua al mar, però uns pescadors la van recuperar, per sort per la ciutat, ja que l'Oracle de Delfos va dir que no tornaria l'estabilitat al país fins que no es restaurés a Teàgenes.